# Luis César Amadori
Luis César Amadori (28. května 1902 Pescara, Itálie – 5. června 1977 Buenos Aires, Argentina) byl argentinský filmový režisér, scenárista a producent italského původu.

## Život a kariéra
Luis César Amadori se narodil ve středoitalském přístavním městě Pescara, hlavním městě stejnojmenné provincie. Do Argentiny emigroval se svou rodinou, když mu bylo 5 let.
Byl jedním z nejvýznamnějších argentinských filmových režisérů klasické éry. Mezi roky 1936 a 1967 natočil více než 60 filmů.

## Filmografie
- Puerto Nuevo (1936)
- El Pobre Pérez (1937
- El Canillita y la Dama (1938)
- Madreselva (1938)
- Maestro Levita (1938)
- Caminito de Gloria (1939)
- Palabra de Honor (1939)
- El Haragán de la Familia (1940)
- Hay que Educar a Niní (1940)
- La Canción de los Barrios (1941)
- Napoleón (1941)
- Orquesta de Señoritas (1941)
- Soñar no Cuesta Nada (1941)
- Bajó un Ángel del Cielo (1942)
- Claro de Luna (1942)
- El Profesor Cero (1942)
- El Tercer Beso (1942)
- La Mentirosa (1942)
- Carmen (1943)
- Luisito (1943)
- Son Cartas de Amor (1943)
- Apasionadamente (1944)
- Dos Ángeles y un Pecador (1945)
- Madame Sans Gene (1945)
- Santa Cándida (1945)
- Mosquita Muerta (1946)
- Albéniz (1947)
- Una Mujer sin Cabeza (1947)
- Dios Se Lo Pague (1948)
- Almafuerte (1949)
- Don Juan Tenorio (1949)
- Juan Globo (1949)
- Una Noche en el Ta Ba Rin (1949)
- Nacha Regules (1950)
- Me Casé con una Estrella (1951)
- Soñemos (krátkometrážní film) (1951)
- Eva Perón Inmortal (krátkometrážní film) (1952)
- La de los Ojos Color del Tiempo (1952)
- La Pasión Desnuda (1953)
- Caídos en el Infierno (1954)
- El Grito Sagrado (1954)
- Amor Prohibido (1955)
- El Amor Nunca Muere (1955)
- El Barro Humano (1955)
- ¿Dónde Vas, Alfonso XII? (1958)
- La Violetera (1958)
- Una Muchachita de Valladolid (1958)
- Como Dos Gotas de Agua (1964)
- Más Bonita que Ninguna (1965)
- Acompáñame (1966)
- Amor en el Aire (1967)
- Buenos Días, Condesita (1967)
- Cristina Guzmán (1968)